# Dindica koreana
Dindica koreana là một loài bướm đêm trong họ Geometridae.